# Valentine Prax
Valentine Prax, nascuda el 23 de juliol de 1897 a Bône (actual Annaba), als departaments francesos d'Algèria, i morta el 15 d'abril de 1981 a París, França, és una artista pintora expressionista francesa.

## Biografia
Valentine Henriette Jeanne Prax era filla de pare francès d'origen català, vice-cònsol d'Espanya i de Portugal a Bône, i de mare marsellesa d'origen sicilià. Va créixer a l'Algèria francesa, on va fer els estudis artístics a l'Escola de les Belles Arts d'Alger. Marxà a continuació a París l'any 1919, on s'instal·là. Hi trobà Ossip Zadkine, un escultor d'origen rus, que era el seu veí. Li feu conèixer el petit món de Montparnasse, i es casaren el 7 de juliol de 1920. El mateix any, l'abril de 1920, Valentine Prax havia fet la seva primera exposició personal, a la Galerie Mouninou de la rue Marbeuf, i començà a fer-se reconèixer a l'escena parisenca.
El desembre de 1921 exposà a la Galerie La Licorne, que dirigia el col·leccionista Maurice Girardin. Léopold Zborowski, marxant de Modigliani, li va comprar obra seva i la va situar en el món de la distribució i el mercat de l'art. El gener de 1924 la Galerie Berthe Weill va dedicar-li una exposició i Prax conegué l'èxit comercial amb les seves pintures sobre vidre. En els anys següents va exposar a Londres, Chicago, Filadèlfia i al Palais des Beaux-Arts de Brussel·les el desembre de 1934. Va participar en les edicions del Saló de Tardor de París de 1933 i 1936 i al Saló de les Tulleries el 1935. Al maig de 1937 se li va encarregar pintar un dels grans finestrals del Museu d'Art Modern de París.
Va passar la Segona Guerra Mundial sola, pintant, a Arques, mentre Zadkine havia marxat als EUA, d'on retornà el 1945. L'any 1963 Prax va fer una gran exposició, amb cinquanta pintures, a la Galerie Katia Granoff.

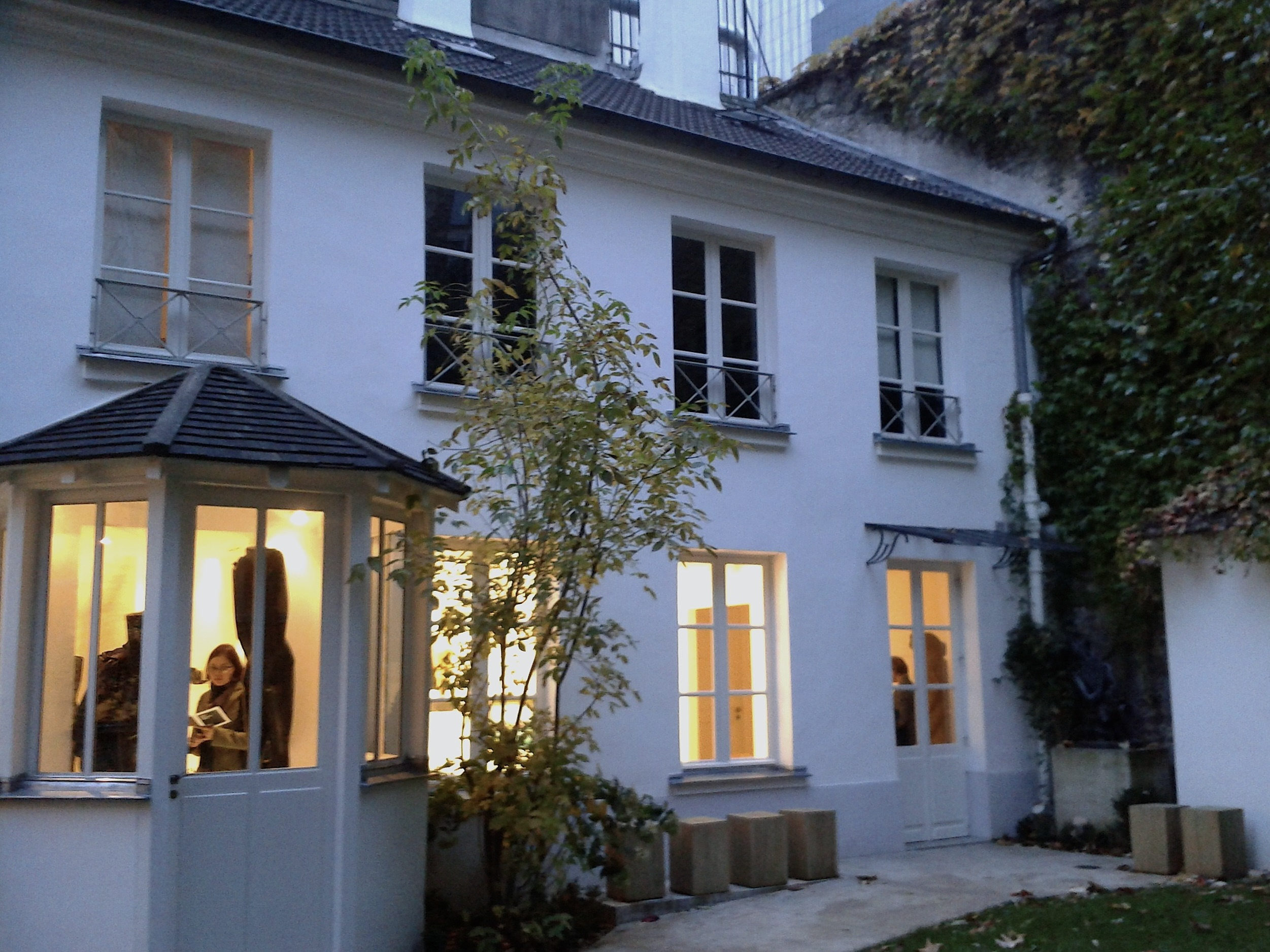
El Museu Zadkine, a París

A la mort de Zadkine, l'any 1967, i seguint la seva voluntat expressa, treballà en la creació d'un museu parisenc, a la casa on l'artista havia viscut i treballat de 1928 a 1967, al carrer d'Assas, de París. El museu és constituït per un fons d'aproximadament 300 obres de Zadkine, que desitjava llegar a la ciutat de París. En el seu testament Valentine Prax llegava el conjunt dels seus béns a l'Ajuntament de París, per contribuir a crear aquest museu, que s'inaugurava un any després de la seva mort.